# Gronw Pebr
Nella mitologia gallese Gronw Pebr, signore di Penllyn, è l'amante di Blodeuwedd e l'assassino di suo marito Lleu Llaw Gyffes.
Nel Quarto Ramo del Mabinogion Gronw diventa l'amante di Blodeuwedd e insieme decidono di uccidere Lleu. Blodeuwedd si fa dire da Lleu le particolari condizioni in cui può morire: con un piede su un cavallo e uno su una capra, sotto una tettoia e trafitto da una lancia forgiata per un anno solo durante le messe domenicali. Blodeuwedd informa Gronw che comincia a lavorare la lancia. Dopo un anno Blodeuwedd convince Lleu a mostrarle quelle particolari condizioni, mentre Gronw assiste di nascosto. Gronw scaglia la lancia, ma Lleu si trasforma in un'aquila ferita e vola via. Gronw e Blodeuwedd assumono il potere sul Dyfed. Gwydion, zio di Lleu, si mette alla sua ricerca e, seguendo un maiale, lo trova posato su una quercia. Lo fa scendere, lo fa tornare umano e con l'aiuto di Math fab Mathonwy lo guarisce. Lleu si vendica costringendo Gronw ad assumere la sua posizione quando è stato colpito. A Gronw viene concesso di mettere una pietra tra lui e Lleu per difenderlo dalla lancia. Ma Lleu scagliando la lancia rompe la pietra e uccide Gronw. Gwydion trasforma Blodeuwedd in una civetta.